# The Marshall Suite
The Marshall Suite  è un album in studio del gruppo musicale post-punk inglese The Fall, pubblicato nel 1999.

## Tracce
1. Touch Sensitive – 3:16
2. F-'Oldin' Money – 2:45
3. Shake-Off – 3:03
4. Bound – 3:19
5. This Perfect Day – 2:10
6. (Jung Nev's) Antidotes – 3:27
7. Inevitable – 3:51
8. Anecdotes+Antidotes in B# – 2:59
9. Early Life of Crying Marshal – 0:50
10. The Crying Marshal – 4:39
11. Birthday Song – 3:38
12. Mad. Men-Eng, Dog – 2:18
13. On My Own – 3:12

## Formazione
- Mark E. Smith - voce, chitarra, tastiere, basso
- Julia Nagle - tastiere, chitarra, programmazioni
- Neville Wilding - chitarra, voce
- Adam Helal - basso
- Karen Leatham - basso
- Tom Head - batteria